# Майе, Эдди
Эдди Майе (англ. Eddy Allen Maillet, фр. Eddy Allen Maillet; 19 октября 1967, Виктория) — сейшельский футбольный судья. Является главой судейской организации Сейшел. Владеет английским, креольским и французским языками. Судья ФИФА, судит международные матчи с 2001 года. Один из судей розыгрыша финальной стадии чемпионата мира 2010 в ЮАР. В среднем за игру показывает 3,53 желтой и 0,06 красной карточек, рекорд — восемь предупреждений за матч (данные на июль 2010 года).